# Grażyna Dąbrowska-Milewska
Grażyna Maria Dąbrowska-Milewska – polska architekt, doktor habilitowany nauk technicznych inżynier, profesor nadzwyczajny Wydziału Architektury Politechniki Białostockiej, była dziekan tego wydziału, specjalistka w zakresie architektury mieszkaniowej, środowiska mieszkaniowego i socjologii mieszkalnictwa.

## Życiorys
W 1979 ukończyła studia na kierunku architektura i urbanistyka na Wydziale Architektury Politechniki Warszawskiej, gdzie w 1989 na podstawie napisanej pod kierunkiem Haliny Skibniewskiej rozprawy pt. Dziecko w mieszkaniu. Wpływ potrzeb wynikających z rozwoju dziecka na przestrzeń mieszkania otrzymała stopień naukowy doktora nauk technicznych w dyscyplinie architektura i urbanistyka. Na Wydziale Architektury Politechniki Wrocławskiej na podstawie dorobku naukowego oraz rozprawy pt. Wielorodzinna architektura mieszkaniowa Białegostoku 1990–2004. Uwarunkowania społeczne, ekonomiczne i przestrzenne uzyskała w 2008 stopień doktora habilitowanego nauk technicznych dyscyplina architektura i urbanistyka.
Została profesorem nadzwyczajnym Wydziału Architektury Politechniki Białostockiej i kierownikiem Katedry Architektury Mieszkaniowej na tym wydziale. Pełniła także funkcję dziekana Wydziału Architektury PB.